# Каенлинское сельское поселение
Каенлинское сельское поселение — сельское поселение в Нижнекамском районе Татарстана.
Административный центр — село Каенлы.

## География
Каенлинское сельское поселение граничит с муниципальным образованием «город Нижнекамск», Афанасовским, Краснокадкинским, Майскогорским, Сухаревским, Шингальчинским сельскими поселениями, Елабужским и Мамадышским районами.

## Население
| 2010  | 2011  | 2012  | 2013  | 2014  | 2015  | 2016  |
| ----- | ----- | ----- | ----- | ----- | ----- | ----- |
| 1898  | ↘1897 | ↗1967 | ↘1961 | ↗2029 | ↗2061 | ↗2112 |
| 2017  | 2018  |       |       |       |       |       |
| ↗2142 | ↘2125 |       |       |       |       |       |

## Состав сельского поселения
| №  | Населённый пункт | Тип населённого пункта       | Население |
| -- | ---------------- | ---------------------------- | --------- |
| 1  | Байгулово        | село                         | 84        |
| 2  | Байданкино       | деревня                      | 80        |
| 3  | Березовая Грива  | деревня                      | 58        |
| 4  | Борок            | село                         | 266       |
| 5  | Каенлы           | село, административный центр | 789       |
| 6  | Красный Бор      | деревня                      | ↘43       |
| 7  | Малые Ерыклы     | деревня                      | 160       |
| 8  | Новое Минькино   | деревня                      | 264       |
| 9  | Туба             | село                         | 205       |
| 10 | Уська            | деревня                      | 192       |